# 야구왕 루 게릭
《야구왕 루 게릭》(The Pride Of The Yankees)은 미국에서 제작된 샘 우드 감독의 1942년 드라마 영화이다. 게리 쿠퍼 등이 주연으로 출연하였고 사무엘 골드윈 등이 제작에 참여하였다.

## 출연

### 주연
- 게리 쿠퍼
- 테레사 라이트

### 조연
- 베이브 루스
- 월터 브레넌
- 댄 두리에
- 엘자 잰슨
- 루드윅 스토셀

## 기타
- 미술: 페리 퍼거슨
- 의상: 린 허버트